# 第二次大沽口之战
第二次大沽口之战是第二次鸦片战争中少有以清朝一方获胜为结果的战斗。

## 大清方面准备情况
第一次大沽口之战失败之后，英法联军兵锋直指津、京，对清廷震动极大，清廷戰後命令科尔沁亲王僧格林沁会同礼部尚书瑞麟（署理直隶总督）前往天津整饬海口防务，瑞麟奏请重新恢复直隶海口水师，同时在海口设置障碍，排列三道拦河铁链，配置铁戗，安设木栅，连成巨筏，阻拦敌舰闯入。
僧格林沁还着重加强了大沽口炮台的建设，经过重建，海口南北岸的炮台由原来的四座增加到七座，安装岸炮64门；另在北岸石头鏠地方新建炮台一座，作为后路策应。炮台周围均筑坚固堤墙，包挖壕沟，竖立木栅，加强防护。

## 联军方面准备情况
第二次大沽口之战时，英舰共20艘，其中蒸汽巡洋舰1艘（舰炮51门，舰员520人）、蒸汽护卫舰1艘、蒸汽炮舰2艘、浅水蒸汽炮艇14艘、蒸汽运兵船2艘；法舰2艘，其中蒸汽巡洋舰和浅水蒸汽炮艇各1艘。直接参战的为英浅水蒸汽炮艇11艘、法舰1艘，登陆部队共660余名。另有“托依旺”号等美国舰艇随同行动。

## 战斗过程

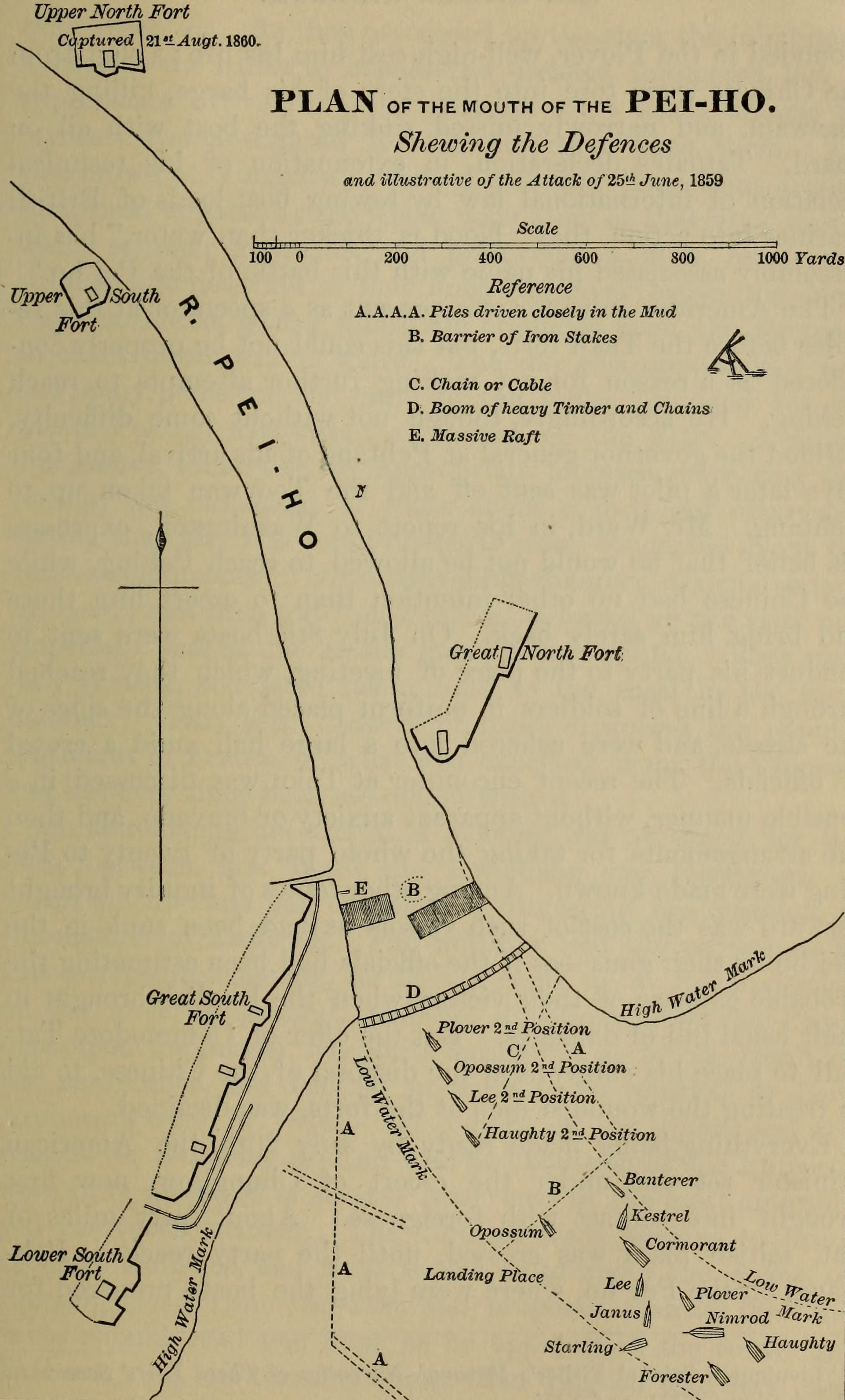
戰役形勢圖

1859年6月25日，联军舰队从黎明即开始行动，直到下午14时才拆除了海口铁戗和木栅。清军岸防部队全部隐蔽和进行了伪装。曾参加过此次激战的英军士兵说：“所有炮台像怪物似地沉睡在沙岸上，听不到它们的一点声音，也看不到什么旗帜。”
15时许，新任联军海军司令、英国海军少将贺布命令舰队航进，展开攻击，“然而一下子，就象变魔术似的，所有本来掩护着炮台大炮的草席都卷了起来，顷刻之间全部大炮一齐开火。”清军岸炮猛烈而又准确，不多时即有多艘攻击船只被击中，人员死伤越来越多，贺布本人也负了伤。激战到16时，联军的参战舰艇全被击伤，旗舰“鸻鸟”号被击毁，炮艇“茶隼”号和“庇护”号被击沉，“鸬鹚”号等炮艇先是搁浅，后又被击毁。
美舰“托依旺”号等舰艇也投入战斗，美舰队司令达底那海军准将呼喊着“血浓于水”直接参战。17时，身负重伤的贺布下达登陆命令，结果又陷于失败，经过一昼夜激战，联军遭到惨败，参战的13艘舰艇中，有六艘丧失战斗力，四艘被击毁击沉，英军死伤578人，法军死伤14人，最後聯軍撤退到杭州灣。